# Timóteo I de Constantinopla
Timóteo I (em grego: Τιμόθεος Α; romaniz.: Timotheos I) foi um padre cristão e foi apontado como patriarca de Constantinopla pelo imperador bizantino Anastácio I Dicoro em 511 e um não calcedônio. Timóteo morreu em 5 de abril de 517

## Carreira
Timóteo foi um padre cristão e guardião dos ornamentos da catedral de Constantinopla. Duas inovações litúrgicas são atribuídas a ele, as orações na Sexta-feira Santa na igreja da Virgem e a recitação do credo de Niceia em todos os serviços, embora esta última seja também creditada a Pedro, o Pisoeiro. Algumas pessoas o consideravam ser um homem de mau caráter e dizia-se que ele tinha adotado doutrinas não calcedônias por ambição ao invés de convicção.

## Patriarca de Constantinopla
Timóteo foi apontado como patriarca por Anastácio II no dia seguinte à deposição de Macedônio II. Ele enviou cartas circulares para todos os bispos, na qual ele requisitou que eles a subscrevessem, concordando com sua ascensão, e consentissem com a deposição de seu antecessor. Alguns consentiram a ambos os pedidos, outros com nenhum deles, enquanto outros subscreveram a carta, mas se recusaram a consentir com a deposição. Alguns não calcedônios, como o João Niciota, patriarca de Alexandria, cujo nome ele tinha inserido nos dípticos, primeiro o ignoraram, pois apesar de ele ter aceito o Henótico Timóteo não rejeitou o concílio de Calcedônia. Pelo mesmo motivo, Flaviano II de Antioquia e Elias de Jerusalém mantiveram contato, a princípio, com ele.
Quando Severo de Antioquia se tornou o patriarca de Antioquia, Timóteo reuniu um sínodo que condenou o concílio de Calcedônia, após o que ele conseguiu se comunicar com Severo. Timóteo enviou também os decretos do sínodo para Jerusalém, onde Elias se recusou a recebê-los. Timóteo então incitou Anastácio a depô-lo. Ele também convenceu o imperador a perseguir o clero, monges e leigos que ainda apoiavam Macedônio, muitos dos quais foram banidos para os oásis da Tebaida, enquanto seus emissários em Alexandria anatemizaram, a partir do púlpito, o concílio de Calcedônia. Em menos de um ano de sua ascensão, Timóteo ordenou que o Ter Sanctus deveria ser recitado com a adição de "...que foi crucificado por nós", o que provocou distúrbios em duas igrejas, onde muitos foram assassinados entre 4 e 5 de novembro, e uma terrível rebelião no dia seguinte que quase provocou a deposição do imperador Anastácio.